# ليليات
فراشة الناي الفضي أو الدودة نصف القياسية ذات الشكل 8 أو فصيلة نوكتويدي (الاسم العلمي: Noctuidae) (بالإنجليزية: owlet moths)‏، هي فصيلة من العثة ذات البناء القوي، والتي تشمل أكثر من 35,000 من الأنواع المعروفة وحوالي 100,000 إجماليًا، يشكلون أكثر من 4,200 جنس. وهي تعد أكبر فصيلة في قشريات الجناح. و يعتبر هذا التقسيم هو التقسيم المعروف عالميًا لحوالي 1,450 جنسًا موجودة في أوروبا
أغلبها له أجنحة أمامية باهتة اللون، ولكن بعضها له أجنحة خلفية زاهية الألوان. وعادةً ما يكون هناك بعض الاختلافات البسيطة بين الأجناس. وتطير الأغلبية العظمى من فصيلة الليليات ليلاً وتنجذب في الأغلب للضوء بشدةٍ وبشكل ثابت. والكثير منها أيضًا ينجذب للسكر وللأزهار الغنية بالرحيق[بحاجة لمصدر]
يقع بعض أفراد هذه الفصيلة فريسة للخفافيش. ولكن أغلبها لديها أعضاء صغيرة داخل الأذن تستجيب لـ الاستشعار بالصدى التي تتمتع بها الخفافيش، حيث تقوم بعمل تشنج لعضلات أجنحتها مما يجعل الفراشات تختفي بشكلٍ متقطع. وهو ما يساعدها على الهروب من الخفافيش.
بعض الفصائل لديها يرقات أو (يسروعات) تعيش في التربة، وتعتبر الآفات زراعية أو بستانية. والتي يشار إليها باسم الديدان القارضة والتي تأكل جذور الكرنب والخس. تتحول بعد ذلك هذه اليسروعات إلى عذراء قوية لامعة. يتغذى معظم أفراد هذه الفصيلة ليلاً، وتستريح نهارًا في التربة، أو في شق في النبات الذي تتغذى عليه.[بحاجة لمصدر]
تتميز الليليات أيضًا بأن يسروعات عددٍ هائل من أفراد هذه الفصيلة تستطيع أن تتغذى على بعض النباتات السامة دون أن تصاب بأي أذى. وتسمى هذه النباتات الباذنجانية ومن أمثلتها؛ النيكوتيانا والبقولية ومن أمثلتها؛السوفورا (Sophora) وتحتوي هذه النباتات على موادٍ كيميائية تستطيع أن تقتل معظم الحشرات التي تحاول أن تتغذى عليها.[بحاجة لمصدر]

## النظاميات
يتم تقسيم الحشرات إلى فصائل، ولكن عدد الفصائل الموجودة حاليًا قد يختلف أحيانًا أو يكون غير كافٍ لاستيعاب كل الأنواع في بعض الأنظمة التصنيفية. ولذلك فإن العديد من أنواع الفراشات لا تندرج تحت أي فصيلة حتى الآن:
- الأمازونايدز Amazonides
- الأميلاجا Amilaga
- الأموبوليا Ammopolia
- الأنارتومورفا Anartomorpha
- الأندرودس Androdes
- الأنافيلا Anaphela
- الأنوستا Anhausta
- الأبليكتويدز Aplectoides
- الأبوكسيزتيا Apoxestia
- الأستونيتشا Astonycha
- الأتلانتاجوتيز Atlantagrotis
- الأكسيليا Axylia
- الكالبوباريا Calpoparia
- الكونسوبرامبس Consobrambus
- الكرايفيوميما Cryphiomima
- الماكروباراسا Macrobarasa
- الأوديكونيا Oediconia
- الباراسولو Parasoloe
- البليكتوثرايبا Plectothripa
- البسودوتريفيا Pseudotryphia
- الكوادراتالا Quadratala
- السياجرانا Syagrana
- التالهوكيا Talhoukia
- الزانزانيسا Zazanisa

ولكن الدراسات الجزيئية الحديثة قد أشارت إلى أن فصيلة الليليات (فراشة بومة الليل) تعتبر شبه عرق. حيث يجب أن ترتقي فصيلة البلوسيانا Plusiinae إلى مرتبة الفصيلة. بينما يجب أن تنحصر فصيلة السينسو ستريكتو (sensu stricto) التي تنتمي إلى الليليات في فصيلة ثلاثية الأوردة. . أما بالنسبة لفصائل الفراشات رباعية الأوردة فإنها تعتبر أشباه أعراق (أو ربما متعددة الأعراق) ويجب تصنيفها في فرع حيوي مع الأركتيدي Arctiidae والليمانتريدي Lymantriidae. يشير كل من مصطلح ثلاثي الأوردة ورباعي الأوردة إلى عدد الأوردة الخارجة من منتصف خلية الجناح الخلفي.
انظر قائمة تضم أجناس فراشة بومة الليل.

### أمثلة لبعض الأسر
- أسرة الديلوباوات
  - الديلوبة
  - الرافية
- الليلياوات
  - الزيليناوية
    - الزيلينينة
      - الأوبسيلية
- أسرة القيَّاساوات
  - قبيلة القياساوية
    - تحت قبيلة القيَّاسينة
      - جنس القيَّاسة
      - الفراشة الفضية Autographa gamma

الأكرونيكتيني Acronictinae
- أكرونتيكا أكريس Acronicta aceris (شجرة الجميز)
- إكرونتيكا اكزيليز Acronicta exilis (فراشة الخنجر المنفي)
- أكرونتيكا ليبورينا Acronicta leporina  (الطحان)
- أكرونتيكا بسي Acronicta psi (الخنجر الرمادي)
- كرايفيا دوميستيكا Cryphia domestica (فراشة الجمال الرخامي)

الأمفيبرياني Amphipyrinae
- أمفيبرا بيراميدي Amphipyra pyramidea (فراشة الجناح النحاسي)
- أمفيبرا تراجوبوجينيس Amphipyra tragopoginis (فراشة الفأر)
- سبودوبتيرا سيليم Spodoptera cilium (فراشة شجرة الصفصاف المزركشة الداكنة‘ فراشة العشب ، أو فراشة الحشائش)
- سبودوبتيرا إيكزيمتا Spodoptera exempta (فراشة الحشائش الإفريقية)

الكوكلياني Cuculliinae
- أبروفيليا لونيبريرجينسيس Aporophyla lueneburgensis (فراشة السهم البني الشمالي)
- كوكوليا أمبراتيكا Cucullia umbratica (سمكة القرش)

الهيدينيا Hadeninae
- ديسكسترا تريفولي Discestra trifolii (جوزة الطيب)
- ميمسترا براسيكا Mamestra brassicae (فراشة الكرنب)
- ميلانكرا بيرسيكاري Melanchra persicariae (فراشة النقطة)
- لاكانوبيا أوليراسي Lacanobia oleracea (فراشة العين البنية)
- هيكاتيرا بايكولوراتا Hecatera bicolorata (فراشة الأبيض الواسع)
- هادينا بيكروريس Hadena bicruris (نبات اللخنيس)
- سيرابتريكس جرامينيس Cerapteryx graminis (فراشة قرن الغزال)
- بانوليس فلامي Panolis flammea (فراشة جمال الصنوبر)
- أورثوزيا سيراسي Orthosia cerasi (فراشة الكويكر- فراشة القس البروتستانتي)
- أورثوزيا جوثيكا Orthosia gothica (فراشة الحروف العبرية)
- ميثيمنا فيراجو Mythimna ferrago (الصلصال)
- ميثمنا امبورا Mythimna impura (فراشة خشب السنديان المدخن)

الهيليوثايني Heliothinae
- هيليكوفيربرا زي Helicoverpa zea (فراشة اللوز القطنية)
- السكينيا فاريكس Schinia varix

فراشة بومة الليل
- نوكتوا برونوبا Noctua pronuba (فراشة الأجنحة السفلية الصفراء الضخمة)
- أوجنوريسما جلاروزا Eugnorisma glareosa (فراشة الريف الخريفية)
- ليكوفوتيا بورفيري Lycophotia porphyrea (فراشة عقدة المحب الحقيقية)
- ديارسيا مينديكا Diarsia mendica (فراشة الصلصال)
- اكسيزتيا سنيجرام Xestia c-nigrum (فراشة الحروف العبرية الهلباء)
- اكسيزتيا تراينجلام Xestia triangulum (فراشة المنطقة مزدوجة المربع)
- إكسيزتيا سيكسسترايجاتا Xestia sexstrigata (فراشة الريف ذات الخطوط الستة)
- إكسيزتيا إكسانذوجرافا Xestia xanthographa (فراشة الريف ذات المنطقة المربعة)
- نانيا تيبيكا Naenia typica (القوطي)
- إكسوا نيجريكانز Euxoa nigricans (فراشة رمح الحديقة)
- ميلانكرا بيرسيكاري Melanchra persicariae (فراشة النقطة)
- أجروتيس سيجتام Agrotis segetum (فراشة نبات اللفت)
- أجروتيس كلافيس Agrotis clavis (فراشة القلب والنادي)
- أجروتيس إكسكلاميشنيس Agrotis exclamationis (فراشة القلب والسيف)
- أكروبلرا بليكتا Ochropleura plecta (فراشة الكتف المشتعل)
- أبروستولا تريبارتيتا Abrostola tripartita (فراشة النظارة)
- كوزميا ترابينزينا Cosmia trapezina (الدنبر)
- أبامي كريناتا Apamea crenata (الفراشة ذات السحاب رمادي اللون)
- أبامي سوردينز Apamea sordens (فراشة الريف ذات العقدة بالكتف)
- برانتشيلوميا فيميناليس Brachylomia viminalis (فراشة العقدة الصغيرة بالكتف)
- إيبسيليا ترانسفيرسا Eupsilia transversa (الساتل)
- أجروكولا سيرسيلاريس Agrochola circellaris (الطوب)
- إبليكسيا لوسيبارا Euplexia lucipara (فراشة ظلال الزاوية الصغيرة)
- فلوجوفورا ميتايكلوزا Phlogophora meticulosa (فراشة ظلال الزاوية)
- أمفالوسيليس لانوزا Omphaloscelis lunosa (فراشة الجناح الشمسي)

أمثلة إضافية:
- أبينا كاليستو Apina callisto (فراشة يوم المرعى)
- أكسيليا بتريس Axylia putris (اللهب)
- أنتيتايب تشي Antitype chi (الفراشة الرمادية)
- تالبوفيلا ماتورا Thalpophila matura (الفراشة ذات الجناح بني اللون)

## وصلات خارجية
On the جامعة فلوريدا / IFAS Featured Creatures Web site:
- [<a href="http://entomology.ifas.ufl.edu/creatures/veg/black_cutworm.htm%22>http://entomology.ifas.ufl.edu/creatures/veg/black_cutworm.htm</a> Agrotis ipsilon, black cutworm]
- [<a href="http://entomology.ifas.ufl.edu/creatures/field/velvetbean.htm%22>http://entomology.ifas.ufl.edu/creatures/field/velvetbean.htm</a> Anticarsia gemmatalis, velvetbean caterpillar]
- [<a href="http://entomology.ifas.ufl.edu/creatures/veg/potato/hieroglyphic_moth.htm%22>http://entomology.ifas.ufl.edu/creatures/veg/potato/hieroglyphic_moth.htm</a> Diphthera festiva, hieroglyphic moth]
- [<a href="http://entomology.ifas.ufl.edu/creatures/orn/palms/cabbage_palm_caterpillar.htm%22>http://entomology.ifas.ufl.edu/creatures/orn/palms/cabbage_palm_caterpillar.htm</a> Litoprosopus futilis , cabbage palm caterpillar]
- [<a href="http://entomology.ifas.ufl.edu/creatures/field/true_armyworm.htm%22>http://entomology.ifas.ufl.edu/creatures/field/true_armyworm.htm</a> Pseudaletia unipuncta]
- [<a href="http://entomology.ifas.ufl.edu/creatures/veg/leaf/southern_armyworm.htm%22>http://entomology.ifas.ufl.edu/creatures/veg/leaf/southern_armyworm.htm</a> Spodoptera eridania, southern armyworm]
- [<a href="http://entomology.ifas.ufl.edu/creatures/field/fall_armyworm.htm%22>http://entomology.ifas.ufl.edu/creatures/field/fall_armyworm.htm</a> Spodoptera frugiperda, fall armyworm]
- [<a href="http://entomology.ifas.ufl.edu/creatures/veg/leaf/yellowstriped_armyworm.htm%22>http://entomology.ifas.ufl.edu/creatures/veg/leaf/yellowstriped_armyworm.htm</a> Spodoptera ornithogalli, Yellowstriped Armyworm]
- [<a href="http://entomology.ifas.ufl.edu/creatures/orn/flowers/spanish_moth.htm%22>http://entomology.ifas.ufl.edu/creatures/orn/flowers/spanish_moth.htm</a> Xanthopastis timais, Spanish moth or convict caterpillar]
- [<a href="http://commons.wikimedia.org/wiki/Image:Large_yellow_underwing_ex3467_(800).JPG]">http://commons.wikimedia.org/wiki/Image:Large_yellow_underwing_ex3467_(800).JPG]</a> Large Yellow Underwing Noctua pronuba
- Family [<a href="http://lepidoptera.pro/family/noctuidae/%22>http://lepidoptera.pro/family/noctuidae/</a> Noctuidae] at Lepidoptera.pro